# Trib

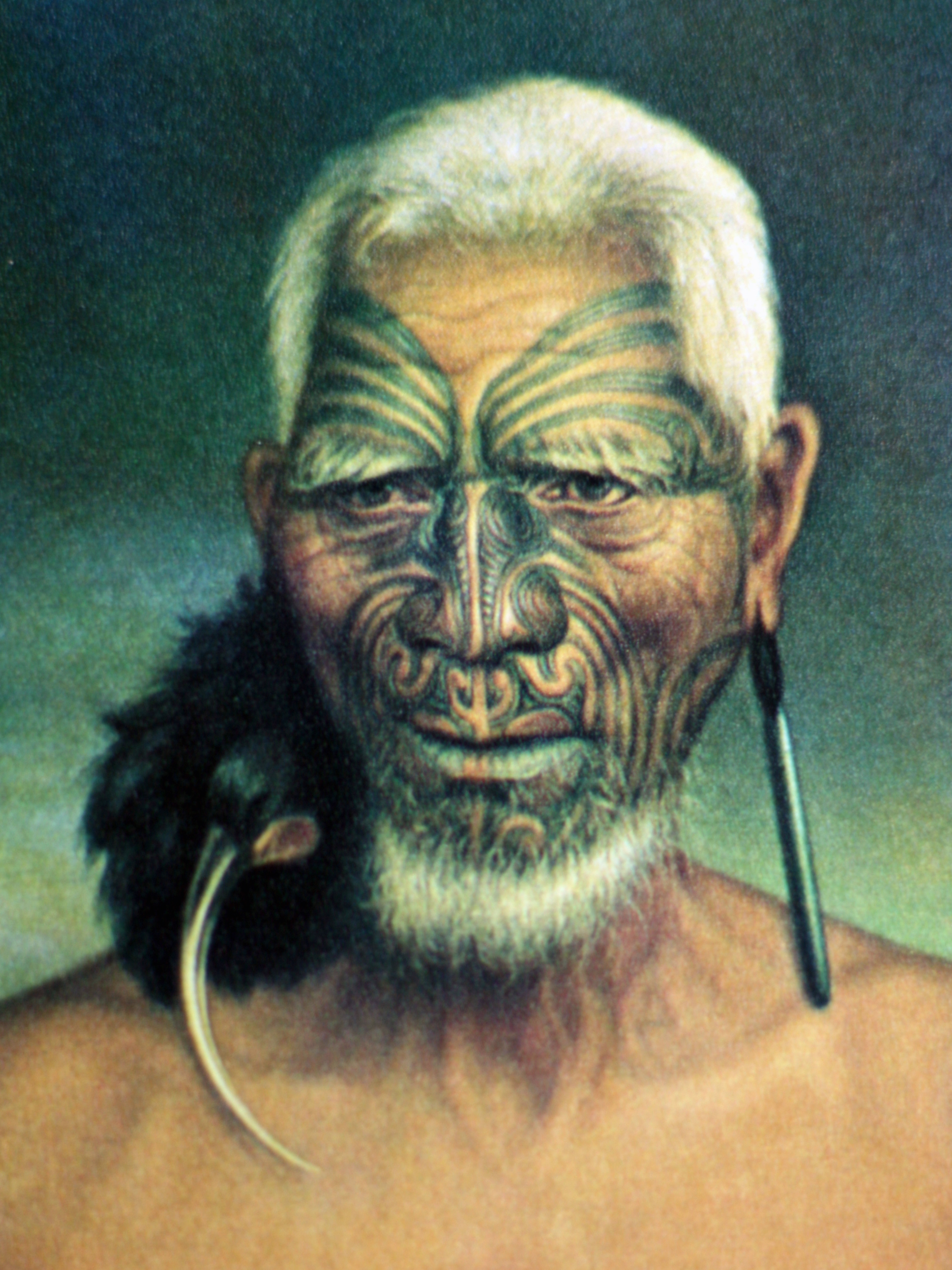
Șef de trib maor

Tribul este o grupă de oameni care au o aparteneță și o origine comună, care este în mod frecvent delimitată de un areal geografic, recunoscut de triburile vecine.
Tribul constituie o formă de organizare economică și social-politică primitivă, alcătuită dintr-o grupare de mai multe ginți sau de familii înrudite care au limbă și credințe comune.
Din punct de vedere istoric sau politic, tribul este o subunitate a unui stat. Exemple se pot enumera din perioadele mai vechi ale triburilor de popoare, germane, semite, samite, latine, slave, mongole etc. 

## Definirea termenului de trib
Ca și în cazul națiunii și în cazul membrilor tribului există o origine, limbă, obiceiuri, religie și datini comune. O definiție constructivă a tribului este „credința unei apartenențe comune” care se bazează pe legende sau istorisiri și care ține comunitatea unită. In antichitate gradul de rudenie era un principiu esențial în definirea membrilor unei societăți comune.

## Delimitarea termenului trib de termenii popor și stat
O delimitare precisă este anevoiasă deoarece nu se pot trage linii precise de graniță între ele. Tribul poate fi considerat ca o subunitate a grupărilor etnice din cadrul unui popor. O deosebire mai clară se poate stabili prin numărul de membri ai comunității. Se poate considera tribul ca treaptă anterioară în formarea ulterioară a unui stat național, care cuprinde și minorități naționale, cele mai multe state fiind state multinaționale.